# Емил Немиров
Емил Добрев Немиров е български публицист и дипломат.

## Биография
Роден е през 1913 г. в София. Син е на писателя Добри Немиров. През 1938 г. завършва право в Софийския университет. Работи в Министерство на външните работи и изповеданията. Сътрудничи на вестниците „Струя“ и „Пламък“. От 1939 до 1949 г. е секретар в българската легация в Букурещ. От 1962 до 1973 г. е преподавател по френски език в Министерство на народната просвета, Държавния комитет за наука и технически прогрес и др. Умира през 1979 г. в София.
Личният му архив се съхранява във фонд 1856К в Централен държавен архив. Той се състои от 112 архивни единици от периода 1916 – 1977 г.